# Картала (връх)
Вижте пояснителната страница за други значения на Картала.
Картала е връх в Златишко-Тетевенска планина, дял от Средна Стара планина, България, висок е 2034 надморска височина.

## Местоположение
В непосредствена близост до върха се намира биосферния резерват Боатин. Паметна плоча на върха напомня за състоялата се на 20 юли 1867 година среща между четите на Панайот Хитов и Филип Тотьо. На около 200 метра южно от Картала преминава най-дългият маркиран пешеходен туристически маршрут в България Ком – Емине.